# Легендарий Анжуйского дома

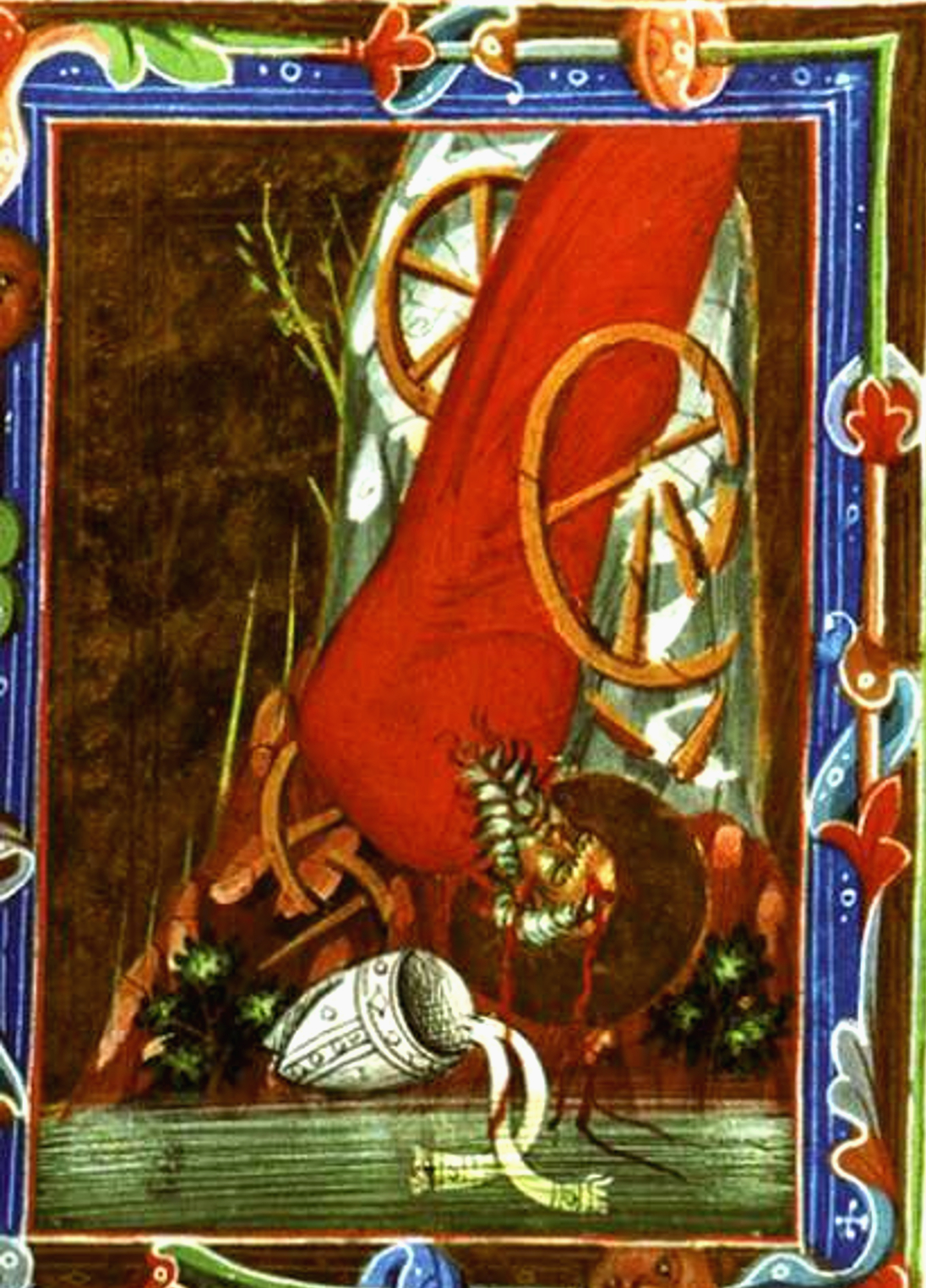
Мученическая смерть Герарда Венгерского.

«Легендарий Анжуйского дома» — итальянская иллюминированная рукопись в готическом стиле, в которой повествуется о жизни святых, почитавшихся венгерской ветвью Анжуйской династии. Создана по случаю путешествия Карла Роберта и его сына Андрея в Неаполь в 1330 году.
Легендариум являлся иллюстрированной книгой для детей, картины в которой сопровождались кратким описанием. Художники, работавшие в стиле треченто, прибыли для украшения рукописи из Болоньи.
Средневековый легендариум, состоящий более чем из 140 страниц, содержит сцены  из жизни Иисуса Христа, венгерского священника Герарда Венгерского, принца Эмерика Венгерского, короля Ласло I, польского священника Станислава Щепановского, Франциска Ассизского, Георгия Победоносца и других популярных в Венгрии святых.
В наши дни фрагменты рукописи можно найти в библиотеке Ватикана, библиотеке Моргана и Эрмитаже.
В Эрмитаже хранятся пять миниатюр ранее входивших в легендарий: «Деяния апостола Павла», «Сцены из жития Св. Бенедикта из Нурсии и Св. Антония Отшельника», «Сцены из жития Св. Алексея», «Сцены из жития Св. Франциска» и «Сцены из жития епископа Св. Августина».